# Ченега (Аљаска)
Ченега (енгл. Chenega) насељено је место без административног статуса у америчкој савезној држави Аљаска.

## Демографија
По попису из 2010. године број становника је 76, што је 10 (-11,6%) становника мање него 2000. године.
| Група             | 2000.      | 2010.      |
| Белци             | 19 (22,1%) | 30 (39,5%) |
| Афроамериканци    | 0 (0,0%)   | 0 (0,0%)   |
| Азијати           | 0 (0,0%)   | 0 (0,0%)   |
| Хиспаноамериканци | 0 (0,0%)   | 2 (2,6%)   |
| Укупно            | 86         | 76         |